# Аммістамру III
Аммістамру III (д/н — бл. 1240/1235 до н. е.) — цар міста-держави Угарит близько 1270—1240/1235 років до н. е.

## Життєпис
Походив з Аморейської династії Угаріта. Молодший син царя Нікмепи VI від його дружини Ахатмілку, доньки Дуппі-Тешшупа, царя Амурру. Посів трон між 1270 і 1265 роками до н. е. Підтвердив зверхність хеттського царя Хаттусілі III. За підтримки матері вислав до Аласії двох своїх братів, що також претендували на трон. Це свідчить про наявність в Угариту володінь на цьому острові.
На початку ймовірно значний вплив на керування мала його мати. Напевне, за її ініціативою Аммістамру III пошлюбив доньку Бентешини, царя Амурру — Біт-Рабіті. Пізніше цар Угариту вигнав свою дружину після того, як вона вчинила якісь порушення та відправив її до Амурру. Але з невідомих причин згодом став вимагати її повернення від царя Шаушгамуви. Біт-рабіті повернули до Угариту, але через деякий час вона втекла до Амурру. Це зрештою призвело до конфлікту між державами. Після тяжкої поразки від Амурру Аммістамру III погодився сплатити 1 талант золота й 1 талант міді, крім того, не вимагати повернення Біт-Рабіті. Але зрештою звернувся по допомогу до хеттів. За наказом царя Тудхалії IV цар Амурру передав свою сестру царю Угариту, яку той стратив. Натомість Аммістамру III сплатив Амурру 1400 сіклів золота.
Зміцнившись ситуацію в середині держави оголосив свого сина Ібірану співцарем, оскільки старший син Утрі-Саррума після страти матері Біт-Рабіті втік до Амурру. 
Аммістамру III був вірним васалом хеттів. прияв подальшому економічному піднесенню держави, яке за його панування досягло апогею.
Також царю Угариту було доручено слідкувати за тим, щоби єгипетські посланці на купляли коней у хеттських володіннях (малися на увазі також залежні царства) в Передній Азії. Це свідчить про довіру до нього та другий статус після хеттського намісника в Каркемиші. 
Помер Аммістамру III між 1240 і 1235 роками до н. е. Спадкував йому син Ібірану.